# 해원 (승려)
해원(海圓, 1262년 ~ 1340년 3월 16일(음력 2월 18일))은 고려의 승려이다. 속성은 조씨, 함열군(현 전라북도 익산시 함라면·함열면·황등면·웅포면·성당면 일대) 출신이다. 1271년 10세 때 승려가 되어 금산사 석굉 대사로부터 불법을 배웠다. 1294년 충렬왕 때 승과에 급제한 뒤 불주사 주지가 되었다. 1305년 원나라 안서왕의 초청으로 중국으로 건너가 안서왕과 함께 삭방에 가서 2년간 고행하였으며, 그 후 원의 수도로 돌아와 1312년 건립된 대숭은복원사에서 지냈다. 그가 죽은 후 대숭은복원사에는 「고려 제일대사 원공비」라는 비가 세워졌다.

## 전기 자료
- 이곡, 『가정집』 권6, 대숭은복원사(大崇恩福元寺) 고려 제일대사(第一代師) 원공(圓公)의 비문

## 참고 문헌
- 이 문서에는 다음커뮤니케이션(현 카카오)에서 GFDL 또는 CC-SA 라이선스로 배포한 글로벌 세계대백과사전의 내용을 기초로 작성된 글이 포함되어 있습니다.